# Domínio (política)
A palavra Domínio foi usada de 1907 a 1948 para se referir a uma das várias nações autônomas do Império Britânico. O "status de Domínio" foi formalmente concedido ao Canadá, Austrália, Nova Zelândia, Terra Nova, África do Sul e o Estado Livre Irlandês na Conferência Imperial de 1926 para designar "comunidades autônomas dentro do Império Britânico, iguais em status, de forma alguma subordinadas umas às outras em qualquer aspecto de seus assuntos internos ou externos, embora unidas por uma lealdade comum à Coroa e livremente associadas como membros da Comunidade Britânica de Nações (Commonwealth)". Índia, Paquistão e Ceilão (agora Sri Lanka) também foram domínios por curtos períodos de tempo. A Declaração de Balfour de 1926 reconheceu os domínios como "comunidades autônomas dentro do Império Britânico" e o Estatuto de Westminster de 1931 confirmou sua totalidade independência legislativa. Com a dissolução do Império Britânico após a Segunda Guerra Mundial e a formação da Comunidade das Nações (Commonwealth), o uso do termo foi formalmente abandonado na Conferência dos Primeiros-Ministros da Commonwealth de 1949. Os reinos da Commonwealth e as repúblicas da Commonwealth substituíram o antigo termo, pois ambos os tipos de governo poderiam se tornar membros plenos da Commonwealth, e os termos também reconheciam a total autonomia dos reinos e a total soberania das repúblicas independentes.

## Antigos Domínios
| Domínio       | Período | Período  | Situação |
| ------------- | ------- | -------- | --- |
| Canadá        | 1867    | presente | Permanece como um Reino da Commonwealth e Membro da Comunidade das Nações. O país foi primeiramente referido como "Domínio do Canadá" na Constituição canadense de 1867. |
| Austrália     | 1901    | presente | Permanece como um Reino da Commonwealth e Membro da Comunidade das Nações. |
| Nova Zelândia | 1907    | presente | Permanece como um Reino da Commonwealth e Membro da Comunidade das Nações. |
| Terra Nova    | 1907    | 1934     | A colônia de Terra Nova desfrutou de um governo local de 1855 a 1907, quando se tornou um Domínio. Seguindo as recomendações de uma Comissão Real, o governo parlamentar foi suspenso em 1934 devido a uma série de protestos populares e graves dificuldades financeiras resultantes de uma crise interna. Em 1949, a Terra Nova tornou-se uma província do Canadá e a legislatura foi restaurada. |
| África do Sul | 1910    | 1961     | Permaneceu como uma monarquia constitucional até se tornar uma república em 1961 sob a Lei da Constituição de 1961, aprovada pelo Parlamento da África do Sul com a finalidade de "constituir a República da África do Sul e providenciar assuntos incidentais a esta". |
| Irlanda       | 1922    | 1949     | O elo político com a monarquia britânica foi rompido com a aprovação do Ato da República da Irlanda de 1948, que entrou em vigor em 18 de abril de 1949 e declarou que o Estado era uma república. |
| Índia         | 1947    | 1950     | A União da Índia (com a anexação de Siquim a partir de 1975) proclamou sua independência política em 1947 e tornou-se uma república federal após a entrada em vigor de sua constituição republicana em 26 de janeiro de 1950. |
| Paquistão     | 1947    | 1956     | Permaneceu como uma monarquia até 1956, quando se tornou uma república sob o nome de "República Islâmica do Paquistão". |
| Ceilão        | 1948    | 1972     | Permaneceu como uma monarquia até 1972, quando se tornou uma república sob o nome de "República Democrática Socialista do Sri Lanka". |

### Austrália
Quatro colônias da Austrália desfrutavam de um governo responsável local desde 1856: Nova Gales do Sul, Vitória, Tasmânia e Austrália Meridional. Queensland teve um governo responsável logo após sua fundação em 1859. Devido à contínua dependência financeira da Grã-Bretanha, a Austrália Ocidental tornou-se a última colônia australiana a obter autogoverno em 1890. Durante a década de 1890, as colônias optaram pela unificação política e foram federadas como a atual Comunidade da Austrália através da Lei Constitucional de 1901. A Constituição da Austrália, como também é denominada a lei, foi redigida por políticos australianos e aprovada por consentimento popular tornando-o um dos raros países modernos estabelecidos através de voto popular. Sob a Declaração Balfour de 1926, o governo federal era considerado equivalente (e não subordinado) ao governo britânico e de outros domínios, sendo formalmente reconhecido como tal em 1942 (quando o Estatuto de Westminster foi adotado retroativamente ao início do Segunda Guerra Mundial em 1939). Em 1930, o Primeiro-ministro James Scullin reforçou o direito dos Domínios ultramarinos de possuir governadores-gerais nativos quando aconselhou Jorge V a nomear Sir Isaac Isaacs como seu representante na Austrália, contra a vontade da oposição. Os governos dos estados (anteriormente denominados "colônias") permaneceram subordinados à Commonwealth, mas mantiveram vínculos com o Reino Unido até a aprovação da Lei da Austrália de 1986.

### Canadá
O termo "Domínio" foi cunhado no Ato Constitucional de 1867 em referência à união política resultante que deu origem ao Canadá moderno. Especificamente, o preâmbulo da lei prevê a unificação política das províncias canadenses e de Nova Escócia e Novo Brunswick em "um Domínio subordinado à Coroa britânica" e "com uma constituição semelhante à do Reino Unido". As Seções 3 e 4 do ato parlamentar estipulam que a nova entidade política formada pelas províncias unificadas teriam o nome de "Canadá". De acordo com o Ato Constitucional de 1982, o termo "Domínio" continua a compor a nomenclatura oficial do Canadá apesar de ser geralmente referente "ao governo federal e ao Parlamento". 
Segundo o autor Frank Scott, a condição do Canadá como um "Domínio" de fato foi encerrada quando o país declarou guerra à Alemanha Nazista em 9 de setembro de 1939, seis dias depois da declaração de guerra do Reino Unido. Na década de 1950, o termo "Domínio do Canadá" já não era mais comum no governo britânico, que considerava o Canadá um dos Reinos da Comunidade de Nações. A partir do governo de Louis St. Laurent, documentos oficiais canadenses deixaram de emitir o termo.

### Ceilão
O Ceilão, que, como uma colônia da Coroa, recebeu primeiramente a garantia de "governo totalmente auto-responsável dentro da Comunidade Britânica de Nações", recebeu formalmente a independência como o Domínio do Ceilão em 1948. Em 1972, o país adotou uma constituição republicana e passou a compor a "República Livre Soberana e Independente do Sri Lanka". Anos mais tarde, através da nova constituição de 1978, o país assumiu a presente nomenclatura "República Democrática Socialista do Sri Lanka".